# Copilașul domnișoarei
Copilașul domnișoarei (titlu original: Bachelor Mother) este un film de Crăciun american din 1939 regizat de Garson Kanin. În rolurile principale joacă actorii David Niven, Frank Albertson, Charles Coburn, Ginger Rogers, Edna Holland. În 1940, a fost nominalizat la Premiul Oscar pentru cea mai bună poveste originală (Felix Jackson).

## Prezentare
O vânzătoare găsește și începe să aibă grijă de un copil abandonat în timpul Crăciunului.

## Distribuție
- Ginger Rogers ca Polly Parrish
- David Niven ca  David Merlin
- Charles Coburn ca J.B. Merlin
- Frank Albertson ca Freddie Miller
- E. E. Clive - Butler
- Elbert Coplen Jr. ca Johnnie
- Ferike Boros ca Mrs. Weiss
- Ernest Truex ca Investigator
- Leonard Penn ca Jerome Weiss
- Paul Stanton - Hargraves
- Frank M. Thomas - Doctor